# Алёшин, Николай Павлович
Никола́й Па́влович Алёшин (10 августа 1941, Шиловский район, Рязанская область — 11 февраля 2023, Москва) — советский и российский специалист в области сварочного производства, фундаментальной теории диагностики. Академик РАН (с 2006; член-корреспондент с 2000), доктор технических наук, профессор. 1989—2023 года — заведующий кафедрой технологии сварки и диагностики МГТУ имени Н. Э. Баумана.

## Биография
Николай Павлович Алёшин родился 10 августа 1941 года в селе Нармушадь Рязанской области. После окончания средней школы обучался в МВТУ имени Н. Э. Баумана на кафедре «Оборудование и технология сварочного производства». Там же провёл всю дальнейшую жизнь, последовательно пройдя от студента до должности заведующего кафедрой и став академиком РАН.
Скончался 10 февраля 2023 года после продолжительной болезни. Похоронен на своей малой родине на Рязанщине.

## Научные достижения
Разработал новые технологии сварки металлов, сплавов и композиционных материалов, а также математические модели и трёхконтурные автоматизированные системы для сварки плавлением. Создал теорию дифракции упругих волн в твердотельном приближении для коротковолновых отражателей (Международная премия неразрушающего контроля). Сформулировал физическую модель и дал математическое описание акусто-сварочной модели крупнозернистых материалов. Алёшиным Н. П. предложен и реализован метод решения задачи рассеяния акустического поля на групповых отражателях (метод вынесенных источников).

## Общественно-профессиональная деятельность
В 1992 году избран президентом Национального агентства контроля сварки (НАКС).
- Является заместителем председателя национального комитета по сварке.
- Член бюро межгосударственного Совета СНГ по сварке и родственным технологиям.
- Председатель секции НТС «Газпрома».
- Научный руководитель научно-учебного центра «Сварка и контроль».
- Действительный член Российской академии наук (2006)[4].
- Член Российской Инженерной Академии[5].
- Член президиума НП «ОПОРА»[6].

## Награды
- 1981 — лауреат премии Совмина СССР.
- 1996 — лауреат премии Правительства Российской Федерации в области науки и техники[7].
- 1997 — лауреат Международной премии «Рентген-Соколов».
- 2000 — лауреат премии Правительства Российской Федерации в области науки и техники[8].
- 2003 — Заслуженный деятель науки Российской Федерации.
- 2005 — награждён орденом Дружбы[9].
- 2009 — лауреат премии Правительства Российской Федерации в области науки и техники[10].
- 2011 — награждён орденом «За заслуги перед Отечеством» IV степени[11].
- 2015 — лауреат премии Правительства Российской Федерации в области науки и техники[12].
- 2017 — награждён орденом Почёта[13].

### Диссертации
- Исследование и разработка методов и средств неразрушающего контроля сварных закладных деталей железобетонных конструкций : диссертация … кандидата технических наук : 05.00.00 / Н. П. Алёшин. — Москва, 1972. — 148 с. : ил.

### Учебные пособия
- Радиационная и ультразвуковая дефектоскопия / Н. П. Алёшин: [Учеб. пособие для сред. ПТУ]. — Москва : Высш. школа, 1979. — 56 с. : ил.; 21 см.
- Испытания на непроницаемость. Капиллярная и магнитная дефектоскопия / В. Г. Щербинский, Н. П. Алёшин. : [Учеб. пособие для сред. ПТУ]. — Москва : Высш. школа, 1979. — 39 с.
- Контроль качества сварочных работ : [Учебник для техн. уч-щ] / Н. П. Алёшин, В. Г. Щербинский. — М. : Высш. школа, 1981. — 144 с. : ил.
- Радиационная, ультразвуковая и магнитная дефектоскопия металлоизделий : [Учеб. для ПТУ] / Н. П. Алёшин, В. Г. Щербинский. — М. : Высш. шк., 1991. — 270,[1] с. : ил.; 22 см; ISBN 5-06-000923-8
- Технологические основы ультразвуковой дефектоскопии : [Учеб. пособие] / Н. П. Алёшин; Моск. гос. техн. ун-т им. Н. Э. Баумана. — М. : Изд-во МГТУ, 1993. — 67,[1] с. : ил.; 20 см; ISBN 5-7038-0987-8
- Физические методы неразрушающего контроля сварных соединений : учебное пособие для студентов высших учебных заведений, обучающихся по специальности «Оборудование и технология сварочного производства» направления подготовки «Машиностроительные технологии и оборудование» / Н. П. Алёшин. — Москва : Машиностроение, 2006 (М. : Типография «Наука» РАН). — 366, [1] с. : ил., табл.; 24 см. — (Для вузов).; ISBN 5-217-03361-4
  - 3-е изд., испр. — Москва : Инновационное машиностроение, 2021. — 571 с. : ил., табл.; 21 см. — (Для вузов : В).; ISBN 978-5-907104-54-9
- Современные способы сварки : учебное пособие для студентов высших учебных заведений, обучающихся по направлению 150700 «Прикладная механика» / Н. П. Алёшин, В. И. Лысак, В. Ф. Лукьянов. — Москва : Изд-во МГТУ им. Н. Э. Баумана, 2011. — 58, [1] с. : ил., табл., цв. ил.; 22 см; ISBN 978-5-7038-3543-2
- Ультразвуковой контроль : учебное пособие для студентов высших учебных заведений, обучающихся по направлениям подготовки: «Конструкторско-технологическое обеспечение машиностроительных производств», «Автоматизация технологических процессов и производств» / Н. П. Алёшин [и др.]; под общ. ред. В. В. Клюева. — 2-е изд. — Москва : Спектр, 2013. — 223 с. : ил., табл.; 23 см. — (Диагностика безопасности / Российское о-во по неразрушающему контролю и технической диагностике (РОНКТД)).; ISBN 978-5-4442-0032-2
- Курс лекций по контролю качества сварных соединений / Н. П. Алёшин, А. Л. Ремизов, А. А. Дерябин; Московский гос. технический ун-т им. Н. Э. Баумана, [Фак. «Машиностроительные технологии», Каф. «Технологии сварки и диагностики»]. — Москва : Изд-во МГТУ им. Н. Э. Баумана, 2015. — 252, [1] с. : ил.; 22 см. — (Курс лекций МГТУ им. Н. Э. Баумана).; ISBN 978-5-7038-3964-5 : 50 экз.
- Особенности возбуждения и распространения ультразвуковых волн [Текст] : учебное пособие / Н. П. Алёшин, А. Л. Ремизов, А. А. Дерябин; Московский государственный технический университет имени Н. Э. Баумана, [Факультет «Машиностроительные технологии», Кафедра «Технологии сварки и диагностики»]. — Москва : Изд-во МГТУ им. Н. Э. Баумана, 2017. — 85, [2] с. : ил., табл.; 21 см. — (Учебно-методические пособие / МГТУ им. Н. Э. Баумана).; ISBN 978-5-7038-4677-3 : 50 экз.

Электронные учебные пособия
- Приборы автоматизированного ультразвукового контроля [Электронный ресурс] : электронное учебное издание : методические указания к лабораторным работам по дисциплине «Автоматизация неразрушающих методов контроля» / Н. П. Алёшин, М. М. Сыркин, Н. А. Щипаков; Московский гос. технический ун-т им. Н. Э. Баумана, Фак. «Машиностроительные технологии», Каф. «Технологии сварки и диагностики». — Москва : МГТУ им. Н. Э. Баумана, 2013. — 1 электрон. опт. диск (CD-ROM) : ил., табл.; 12 см.
- и ряд других[14]

### Летописи науки
- Академик Георгий Александрович Николаев : Страницы жизни выдающегося учёного, педагога и организатора высш. шк. / Н. П. Алёшин, Г. П. Павлихин, И. Б. Фёдоров. — М. : Изд-во МГТУ им. Н. Э. Баумана, 2002. — 119 с. : ил., портр.; 22 см; ISBN 5-7038-2095-2
- Основатели научных школ Московского государственного технического университета им. Н. Э. Баумана : крат. очерки / Н. П. Алёшин и др. ; под ред. Е. Г. Юдина, К. Е. Демихова. — М. : Изд-во МГТУ им. Н. Э. Баумана, 2005 (ППП Тип. Наука). — 630, [1] с. : ил., портр.; 24 см; ISBN 5-7038-2738-8

### Справочники
- Сварка. Резка. Контроль : Справочник : В 2 т. / Алёшин Н. П. [и др.] ; Под ред. Н. П. Алёшина, Г. Г. Чернышёва. — Москва : Машиностроение, 2004. — 25 см.
  - Т. 1. — 2004. — 619 с. : ил.; ISBN 5-217-03263-4
  - Т. 2. — 2004. — 478 с. : ил., табл.; ISBN 5-217-03264-2